# Ларіонов Сергій Степанович
Сергій Степанович Ларіонов (рос. Сергей Степанович Ларионов; 6 жовтня 1908, Анаєво, Тамбовська губернія, Російська імперія — 4 серпня 1991, Саранськ, Мордовська АРСР, СРСР) — мордовський радянський письменник. Член Спілки письменників СРСР. Заслужений письменник Мордовської АРСР.

## Життєпис
Народився в багатодітній сільській родині. Змалку тяжко працював. Після закінчення школи у 1927 році недовгий час навчався у педагогічному технікумі в Саранську. Покинув навчання через хворобу батька.

### Трудова діяльність
У 1927—1930 рр. — голова колгоспу в с. Анаєво.
У 1935—1937 рр. — співробітник газети «Комсомолонь вайгяль» («укр. Голос комсомолу»).
У 1937—1939 рр. — завідувач партвідділом газети «Мокшень правда» («укр. Мокшанська правда»).
У 1943—1947 рр. — начальник управління кінофікації при Раді Міністрів Мордовської АРСР.
У 1948—1951 рр. — голова виконкому Саранської райради.
З 1951 до виходу на пенсію — директор Мордовського книжкового видавництва.

### Творча діяльність
Писав твори мокшанською, ерзянською, російською мовами.
Перші публікації з'явилися на шпальтах окружної військової газети у 1932 році. Популярність письменникові принесла повість «Лектор», написана у 1954 році.
Серед відомих творів:
- 1962: роман «Лямбе кядьса» (укр. Теплими руками);
- 1967: роман «Колма вармат» (укр. Три вітри);
- 1974: роман «Хрусталень пайкт» (укр. Кришталеві дзвони);
- 1983: роман «Фкя шинь бойста» (укр. Один день бою).

## Нагороди
- Орден «Знак Пошани»;
- Орден Червоного Прапора;
- військові медалі.